# La Panera (Castellserà)
La Panera és un edifici de Castellserà (Urgell) declarat bé cultural d'interès nacional.

## Descripció
L'edifici, de planta trapezoïdal i de 487 m/2, és distribuït en dues plantes, comunicades per una escala interior situada a la banda esquerra. La teulada és a dos vessants. A la planta baixa, cinc columnes de secció circular situades al bell mig de la sala aguanten el sostre, d'embigat de fusta, mitjançant sis arcs rebaixats. La façana principal és centrada per un portal adovellat.

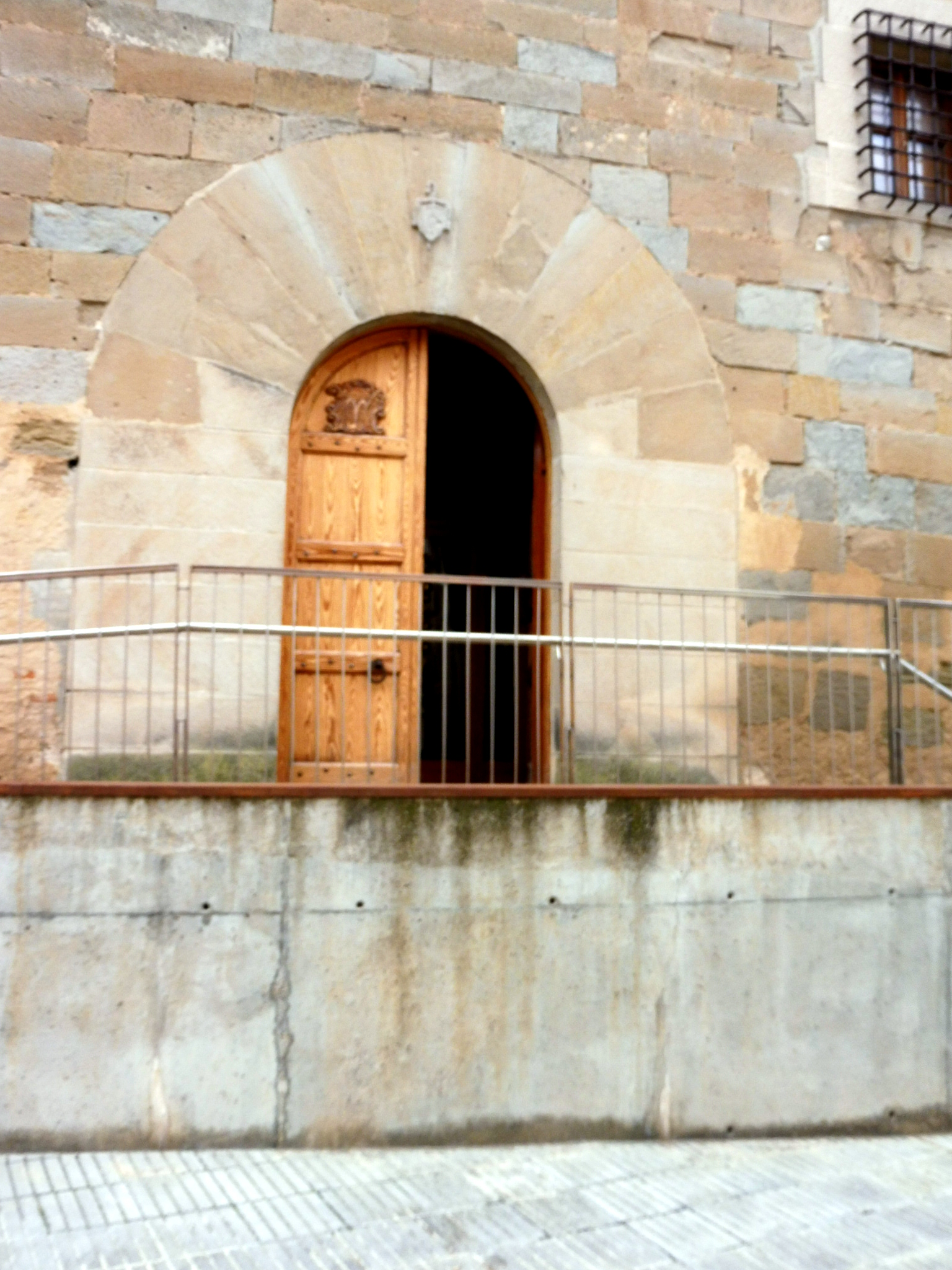
Detall del portal

 El 1927-28 fou oberta una segona porta, que dona directament a l'escala, però a finals de segle xx va tornar a ser tapiada. L'any 1944 es va rebaixar 1,20 metres el nivell del sòl, per igualar-lo amb el del carrer, que havia estat rebaixat anteriorment, per aquest motiu es modificà el portal d'accés.

## Història
L'edifici conegut com la "botiga del castell", i popularment com el "castell", és en realitat l'antic graner que tenia a la població el monestir de Poblet, que havia adquirit el domini de Castellserà, des d'on administrava el delme de les possessions del cenobi a l'Urgell, cosa que suposà la construcció del graner, que dugué a terme l'abat Domènec Porta (1502-1526), l'escut del qual figura tant en la portalada com en una arcada de l'interior. Hi ha, tanmateix, restes d'uns fonaments anteriors que fan pensar en una primitiva fàbrica, emplaçada en el mateix indret i amb la mateixa funció, i que formà part de l'antic castell, avui desaparegut. Després de la desamortització, el magatzem passà a mans privades, en el 1982 ha estat adquirit per l'ajuntament, que l'ha destinat a casal de cultura, amb el nom de Cistella.